# Santa Maria de Sanaüja
Santa Maria de Sanaüja és una església del municipi de Sanaüja (Segarra) declarada bé cultural d'interès nacional.

## Descripció
Església situada al centre del nucli urbà, d'una sola nau, realitzada amb carreus regulars, destacant les cantoneres on els carreus estan col·locats a tall d'encoixinat, amb una cornisa superior, formant un perfil còncau-convex, que ressegueix tota la façana principal, amb la presència de quatre gerres flamejants, i dos arcs de mig punt de petites dimensions al centre on en un d'ells hi ha una campana, rematat per un penell en forma de bola central a la part superior.

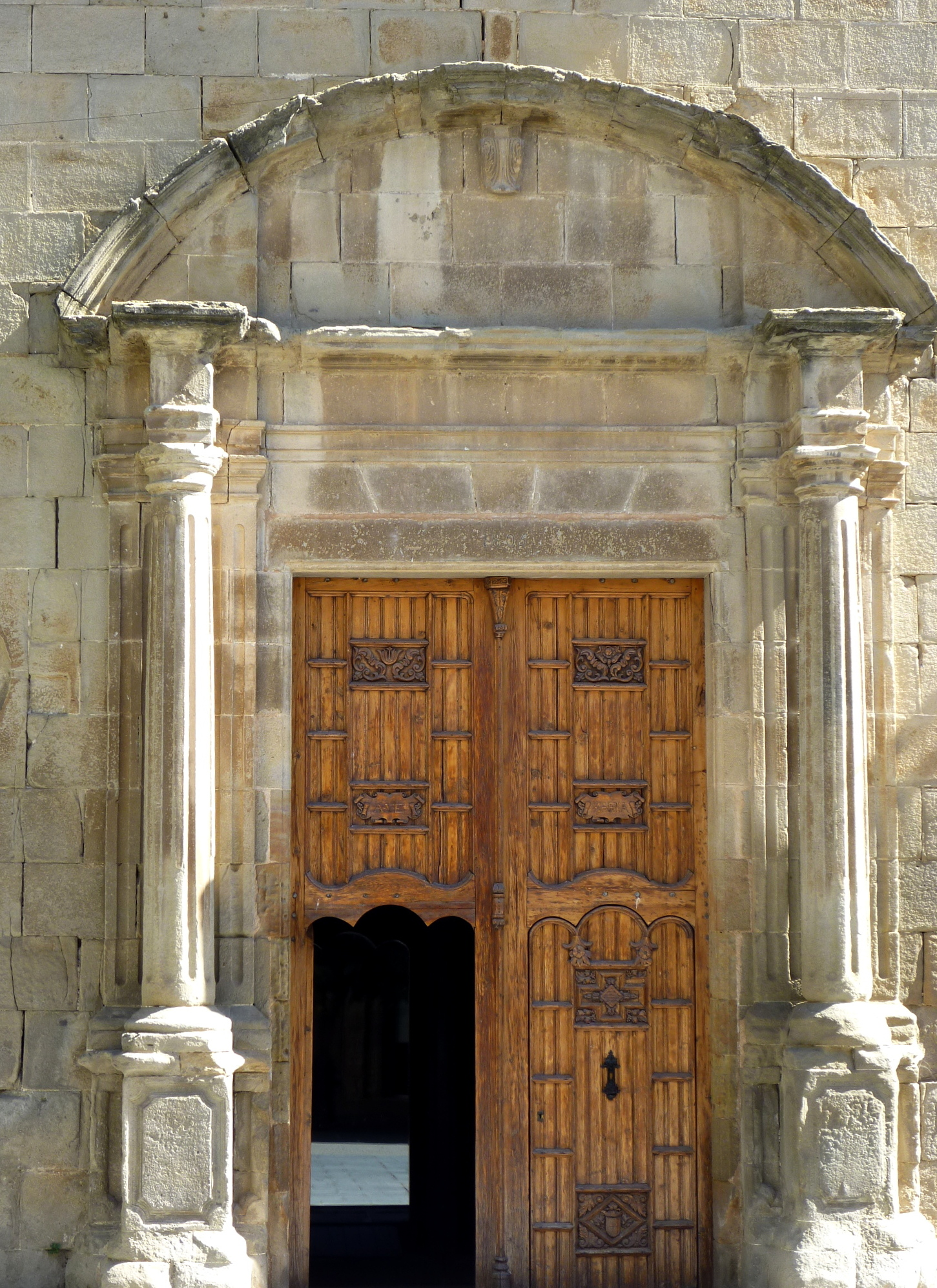
Portalada

La portalada principal està emmarcada per dues pilastres estriades adossades a la façana, per sobre de les quals hi ha una columna sobre podi amb el mateix tipus de decoració estriada, amb capitells d'ordre toscà, coronat per un entaulament amb frontó semicircular amb una fulla d'acant central. A banda i banda de la portalada trobem la presència de dos òculs per il·luminar el seu interior, juntament amb un rosetó motllurat situat al centre de la façana, acompanyat a la part superior per un finestral en forma de fornícula que antigament aixoplugava una figura de pedra de la Mare de Déu amb el Nen. A la dreta de la façana hi trobem adossada una font datada l'any 1959 mitjançant una inscripció, realitzada amb un estil historicista, amb formes circulars en forma de voluta.
La pica beneitera és de pedra i està situada a la paret esquerra de la nau central, a prop de l'entrada. La tassa és de forma semicircular i té en el centre un relleu, també semicircular. La perifèria de la tassa, igual que la del relleu, és acanalada, fent que els espais excavats de la mateixa amplada siguin iguals que els sobresortints. Descansa sobre una base rectangular llisa que a la vegada reposa sobre una mènsula, la qual té una decoració foliar en la part central i espiral en els seus dos costats. Tota la pica està adossada a la paret.

## Història
La primitiva església estava situada al costat del Castell de Sanaüja, actualment en ruïnes. L'actual església, d'estil gòtic tardà, es va construir entre el 1509 i el 1515 sota la direcció del mestre d'obres de Balaguer, Joan Gausia.